# Phenacoccus balagnus
Phenacoccus balagnus är en insektsart som beskrevs av Alfred Serge Balachowsky 1933. Phenacoccus balagnus ingår i släktet Phenacoccus och familjen ullsköldlöss.
Artens utbredningsområde är Frankrike. Inga underarter finns listade i Catalogue of Life.